# Edgar Douglas Adrian
Edgar Douglas Adrian, prvi baron Adrian, OM, PRS, angleški nevrofiziolog, * 30. november 1889, Hampstead, London, Anglija, † 4. avgust 1977, Cambridge, Anglija.
Raziskoval je električno dejavnost možganov in epilepsijo. Posvečal se je tudi elektrofiziologiji in tako preučeval funkcijo nevronov. Njegovo glavno delo je Fiziološke osnove zaznavanja (The Physical Basis of Perception) iz leta 1947. Skupaj s Charlesom Scottom Sheringtonom je leta 1932 prejel Nobelovo nagrado za fiziologijo ali medicino.
Kraljeva družba iz Londona mu je leta 1934 za njegovo delo o fiziologiji živcev in njeni uporabi pri problemih čutenja podelila svojo Kraljevo medaljo, leta 1946 je prejel njeno Copleyjeveo medaljo.